# Chloroclystis atroviridis
Chloroclystis atroviridis är en fjärilsart som beskrevs av W. Warren 1893. Chloroclystis atroviridis ingår i släktet Chloroclystis och familjen mätare. Inga underarter finns listade i Catalogue of Life.